# 489
489（四百八十九、よんひゃくはちじゅうきゅう）は自然数、また整数において、488の次で490の前の数である。

## 性質
- 489は合成数であり、約数は 1, 3, 163, 489 である。
  - 約数の和は656。
    - 約数の和が回文数になる37番目の数である。1つ前は463、次は519。(オンライン整数列大辞典の数列 A028980)
- 151番目の半素数である。1つ前は485、次は493。
- 各位の和が21になる2番目の数である。1つ前は399、次は498。
- 各位の平方和が161になる最小の数である。次は498。(オンライン整数列大辞典の数列 A003132)
  - 各位の平方和が n になる最小の数である。1つ前の160は4488、次の162は99。(オンライン整数列大辞典の数列 A055016)
- 489 = 12 + 22 + 222 = 22 + 142 + 172 = 52 + 82 + 202 = 82 + 82 + 192 = 82 + 132 + 162 = 102 + 102 + 172
  - 3つの平方数の和6通りで表せる15番目の数である。1つ前は459、次は497。(オンライン整数列大辞典の数列 A025326)
  - 489 = 12 + 22 + 222 = 22 + 142 + 172 = 52 + 82 + 202 = 82 + 132 + 162
    - 異なる3つの平方数の和4通りで表せる35番目の数である。1つ前は485、次は491。(オンライン整数列大辞典の数列 A025342)

## その他 489 に関連すること
- 西暦489年
- 紀元前489年
- 国鉄489系電車は日本国有鉄道の交直流特急形電車、国鉄485系電車の碓氷峠区間対策仕様車。